# Virginijus Sinkevičius
Virginijus Sinkevičius (Vilna, 4 de noviembre de 1990) es un político lituano. Europarlamentario en la décima legislatura, entre 2019 y 2024 ocupó el cargo de comisario europeo de Medio Ambiente, Océanos y Pesca en la primera comisión liderada por Ursula von der Leyen.

## Biografía
En 2009, se graduó en el Salomėja Nėris Gymnasium de Vilna (Lituania), donde nació. A continuación, cursó sus estudios universitarios en la Universidad de Aberystwyth (Reino Unido), donde se licenció en Estudios Económicos y Sociales en 2012. En 2012, realizó prácticas en la Unidad de Asuntos Regionales y Étnicos de la Oficina del Primer Ministro de la República de Lituania. En 2013, obtuvo un máster en Estudios Europeos por la Universidad de Maastricht (Países Bajos).
Entre 2012 y 2015, fue autor y editor del portal de noticias Lithuania Tribune. Así mismo, entre 2013-2014, Sinkevičius trabajó como asistente de gestión de proyectos en el Centro de Análisis de Políticas Europeas de Washington D. C. (Estados Unidos).
En 2014, fue gestor de proyectos de grupos internacionales en AB Lietuvos Paštas; en 2014-2015, participó en el programa "Create Lithuania". En 2015-2016, fue coordinador de proyectos en el proyecto de concesión de los aeropuertos lituanos. En 2016, fue jefe de equipo del Grupo de Mejora del Entorno de Inversión en la empresa pública Invest Lithuania.
En 2017, completó el curso de Política Digital en la Universidad de Oxford.
Virginijus Sinkevičius habla lituano como lengua materna, además de inglés, ruso y polaco.

## Carrera política
En 2016, fue elegido miembro del Seimas de la República de Lituania por la circunscripción de Šeškinė, en Vilna, como candidato independiente; a continuación, fue nombrado presidente de la Comisión de Economía. El 27 de noviembre de 2017, fue nombrado ministro de Economía de la República de Lituania y, tras la reorganización del Ministerio de Economía, pasó a ser ministro de Economía e Innovación. El 22 de agosto de 2019, el Parlamento lituano aprobó su candidatura a comisario europeo.
El 15 de julio de 2024 presentó su dimisión como comisario para recoger su acta como eurodiputado electo.

## Logros y premios
En 2019, recibió el premio Partnership Leader 2018 por la reforma de la innovación y el desarrollo del ecosistema de startups de la organización Lithuanian Business Confederation. Un año antes, Sinkevičius fue incluido en la lista de los 100 jóvenes más influyentes del mundo en el gobierno por el sitio web Apolitical.